# Kyselina valerová
Kyselina valerová (lat. acidum valericum) je jednou z mnoha karboxylových kyselin, v jejichž rámci se řadí mezi monokarboxylové kyseliny. Její vzorec je CH3(CH2)3COOH. Její systematický název zní pentanová kyselina.
Kyselina valerová je obsažena v kozlíku lékařském, její triviální pojmenování pochází právě z latinského názvu této rostliny, Valeriana officinalis. Jako ostatní karboxylové kyseliny, které mají ve své molekule nižší počet atomů uhlíku, má velmi nepříjemný dráždivý zápach, zapáchá po zvířecích výkalech. Její soli a estery se nazývají valerany. Jedná se o synergistu neurotransmiteru GABA (potencuje jeho účinek), proto má anxiolytické, spasmolytické, sedativní až hypnotické účinky, přičemž je jednou z látek, jež dávají kozlíku lékařskému jeho účinek.
Kyselina valerová se používá při syntéze jejích esterů. Její nestálé estery mohou nepříjemně páchnout a používají se v kosmetice a parfumerii. Pentylvalerát a ethylvalerát se používají jako přísady do jídel kvůli jejich ovocné příchuti.